# Les Fusillés
Pour les articles homonymes, voir Les Fusillés (téléfilm).

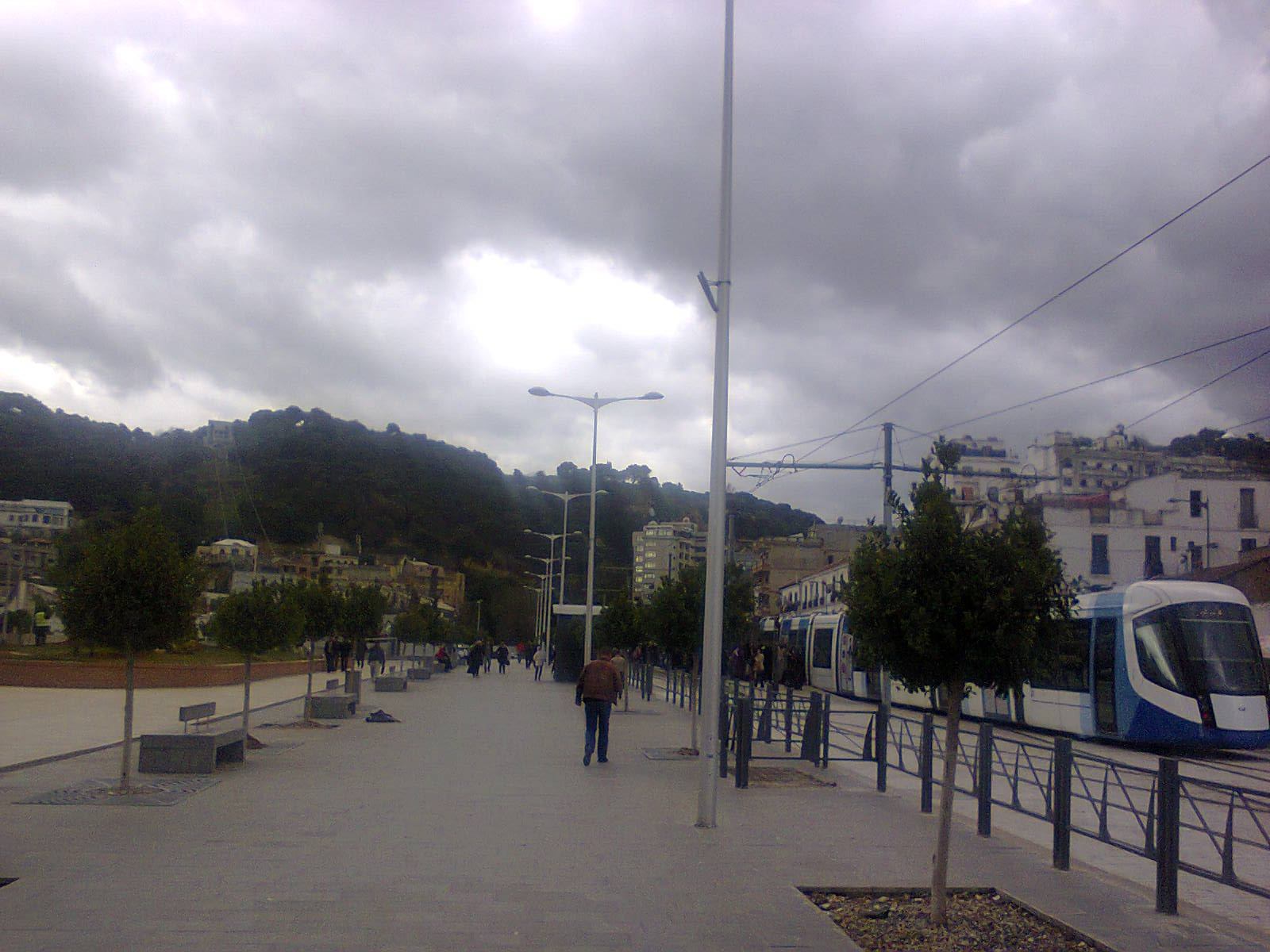
Rue des Fusillés et le tramway d'Alger.

Les Fusillés est une rue située dans le quartier d'El Annasser  entre les communes de Belouizdad, de Kouba et d'Hussein Dey, en Algérie.
Le côté ouest de la voie est lié à la commune de Belouizdad, par contre, le côté est est lié à la commune de Kouba au sud puis à celle d'Hussein Dey au nord.

## Équipements
- Départ du tramway d'Alger.
- Nouvelle cour d'Alger.
- OPEC[Quoi ?].
- Métro d'Alger.
- Les abattoirs d'Alger.

## Transport
C'est la centrale des transports à Alger[Quoi ?]
- Terminus du tramway d'Alger.
- Station du Métro d'Alger.
- Taxis
- Arrêts de bus
- Station du téléphérique du Palais de la Culture.